# Bahnorama
Das Bahnorama (eigene Schreibweise: bahnorama) in der österreichischen Hauptstadt Wien war ein Aussichtsturm, der 2010 zur Beobachtung der Baustelle des Hauptbahnhofes an der Abzweigung der Sonnwendgasse von der Favoritenstraße im 10. Bezirk errichtet und Ende 2014 geschlossen wurde. Er war rund 67 Meter hoch und damit der höchste begehbare Holzturm Europas. Die Aussichtsplattform, zu der zwei Panoramalifte führten, befand sich in 40 Meter Höhe. Maximal durften sich 30 Personen gleichzeitig auf der Aussichtsplattform befinden. Weiters befanden sich ein Informationszentrum und ein Café in den unteren Teilen des Gebäudes. Der Turm (auf seinem Areal befand sich zuvor ein Gemeindebau namens Antonie-Alt-Hof) wurde am 19. August 2010 von Verkehrsministerin Doris Bures und Verkehrsstadtrat Rudolf Schicker eröffnet. Für das Betreten des Aussichtsturmes war eine Betriebsgebühr zu entrichten.
Nach Eröffnung des neuen Bahnhofs wurde der Holzbau zu Jahresende 2014 an die eigens gegründete Firma „Vienna Tower Transfer“ um 20.000 Euro mit Sitz in Prag verkauft. Diese verpflichtete sich, den Turm bis spätestens März 2015 abzubauen und an Interessenten für eine Nachnutzung weiterzuverkaufen. Doch daraus wurde bis dato nichts: „Leider hat sich herausgestellt, dass der Investor weder den Abbau noch die Wiederverwertung erfolgreich durchführen kann“, sagte ein ÖBB-Sprecher.
Demzufolge wurde ein Behördenverfahren für den Abbruchbescheid eingeleitet. „Die dazu nötige Bauverhandlung werde demnächst stattfinden“ bestätigte man bei der Baupolizei. Im Juli 2016 wurde bekannt, dass Magistratsabteilung 25 den Auftrag des Zwangsabrisses an die billigstbietende Firma vergeben habe. Der Abriss wurde im Oktober 2016 durchgeführt.
Im Oktober 2015 erhielt der zweithöchste begehbare Holzturm Europas im Rahmen der „wienwood 2015“ eine Auszeichnung von „pro Holz Austria“. Die Graf-Holztechnik errang den Preis in der Kategorie „Gewerbebau“.

## Bilder

Aussichten vom Bahnorama
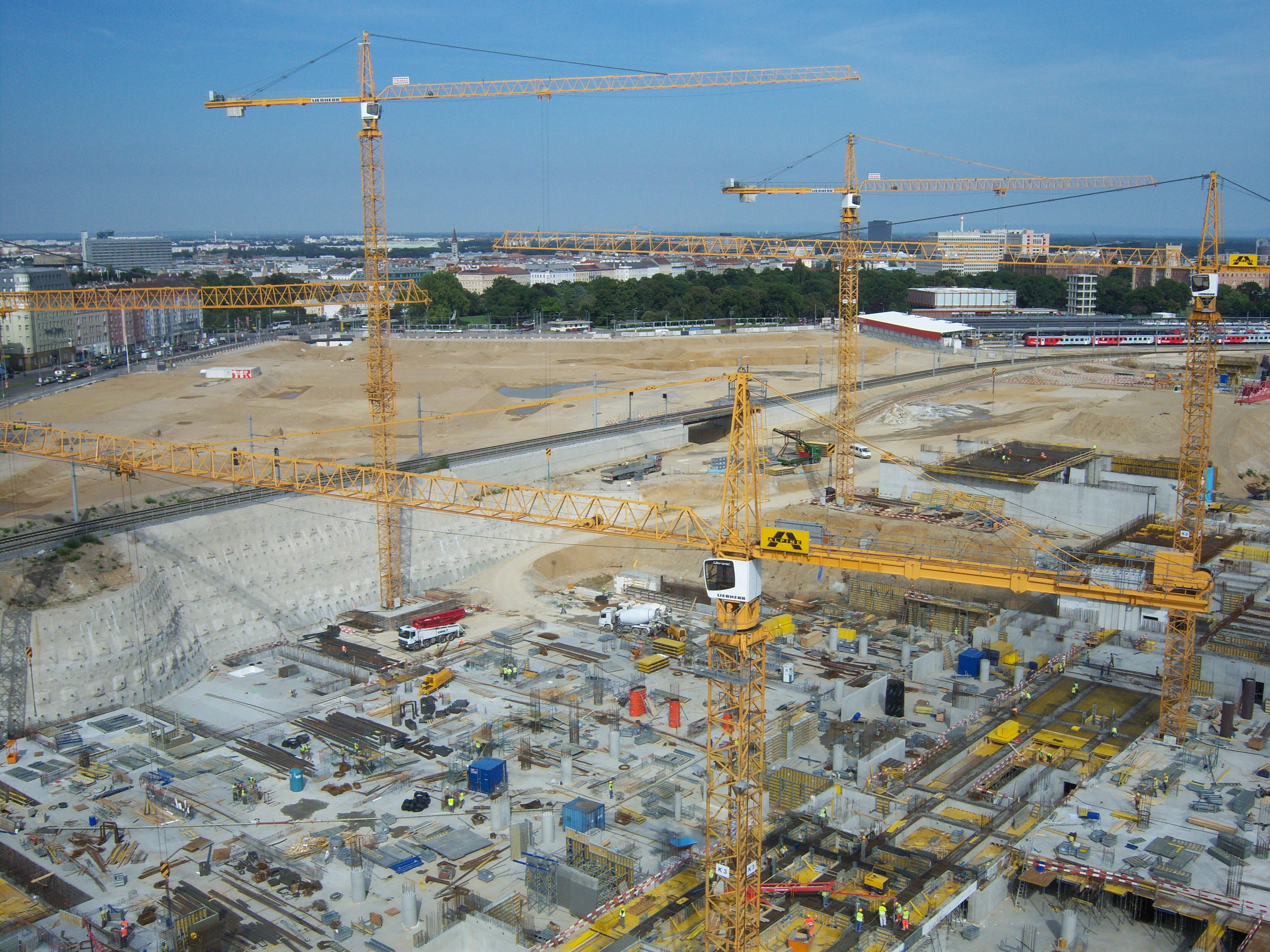
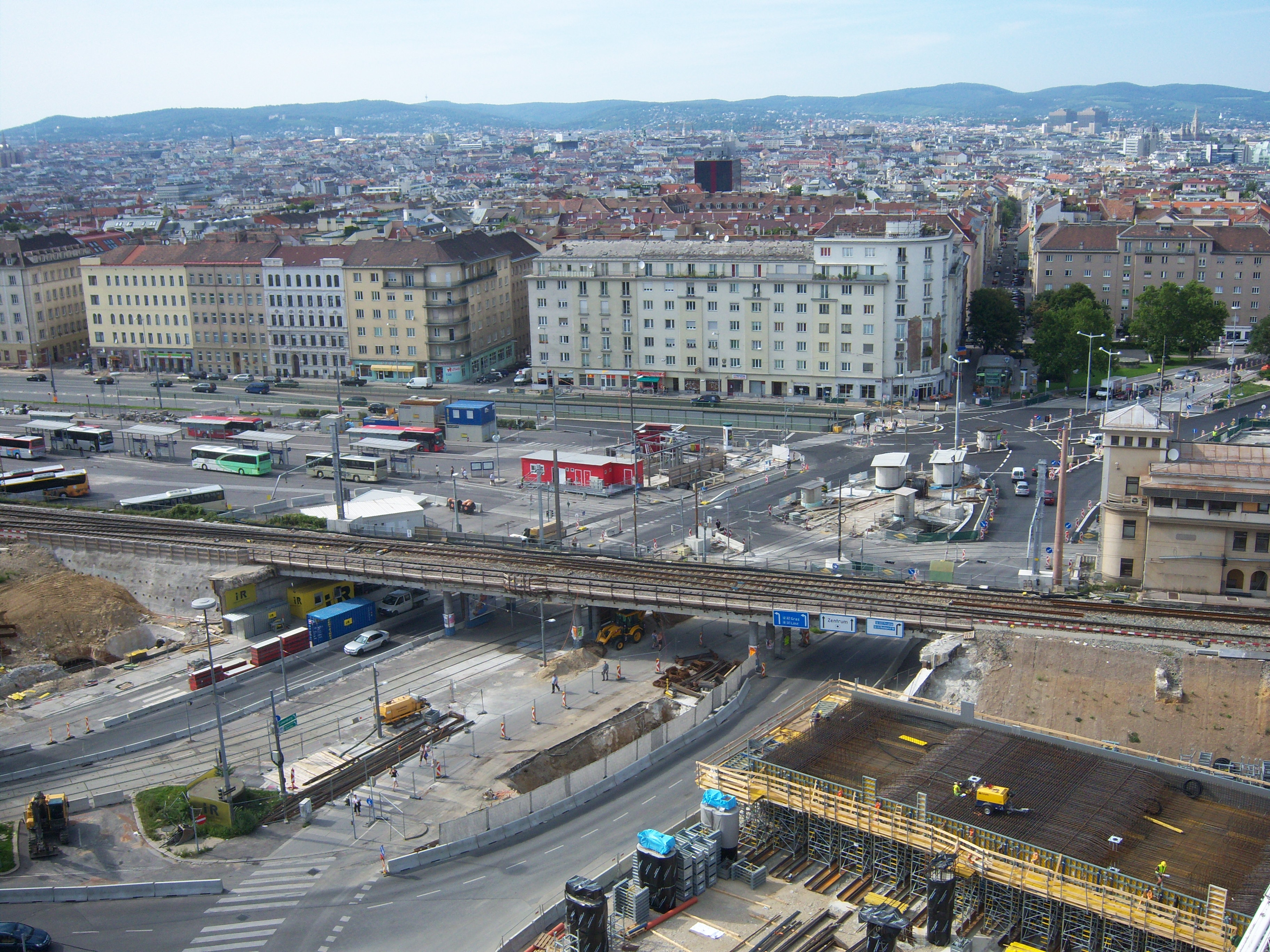
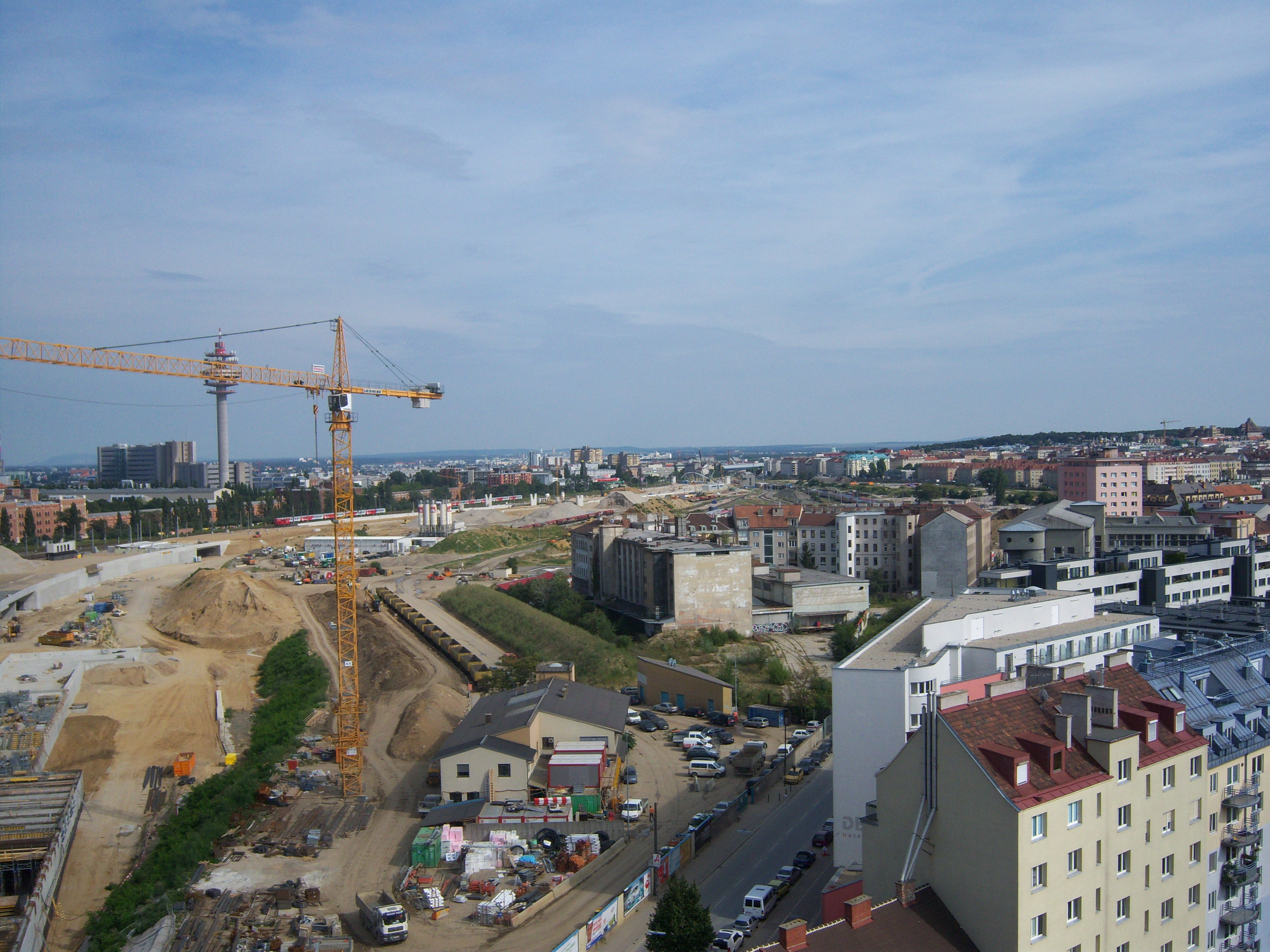
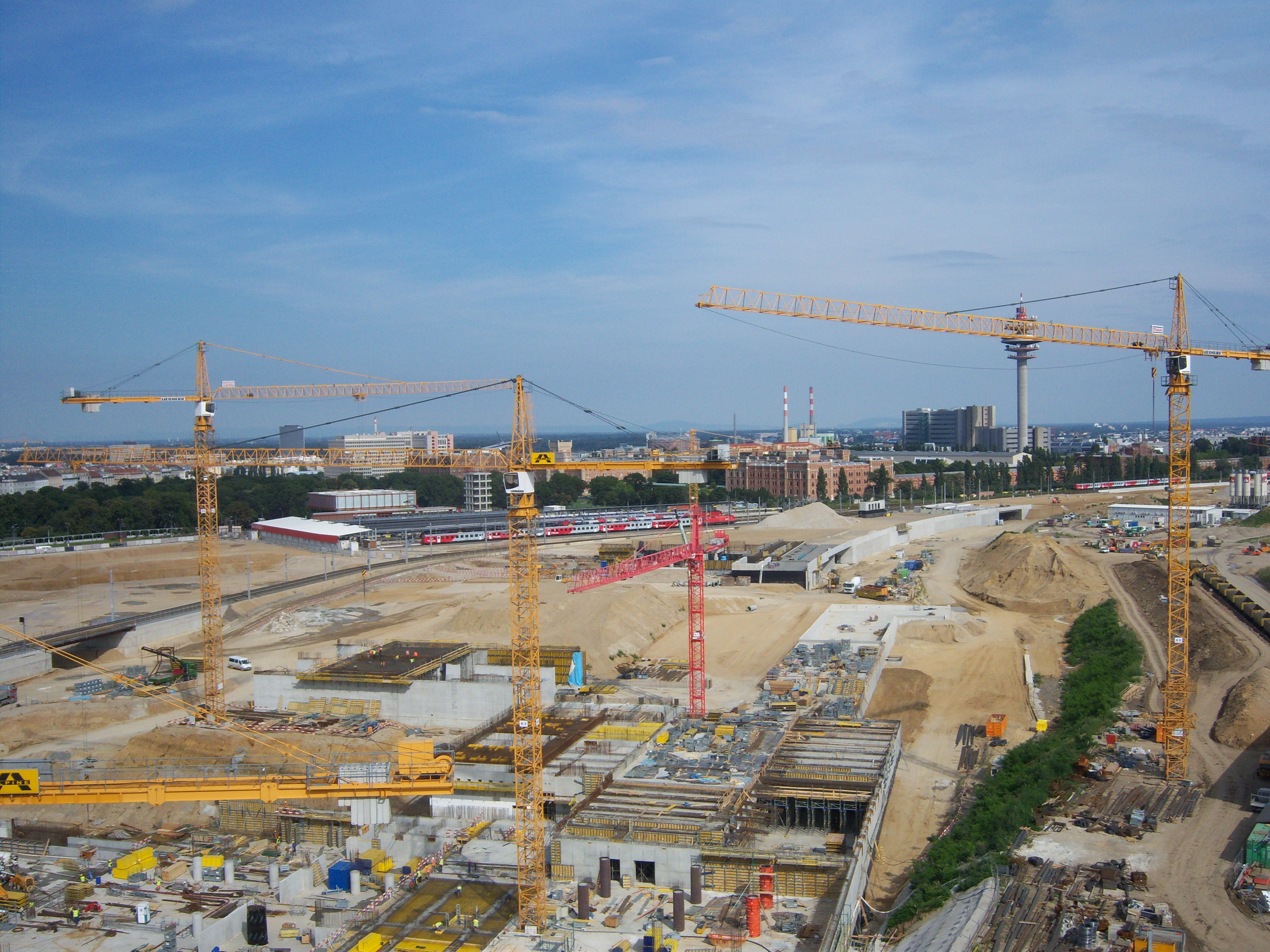
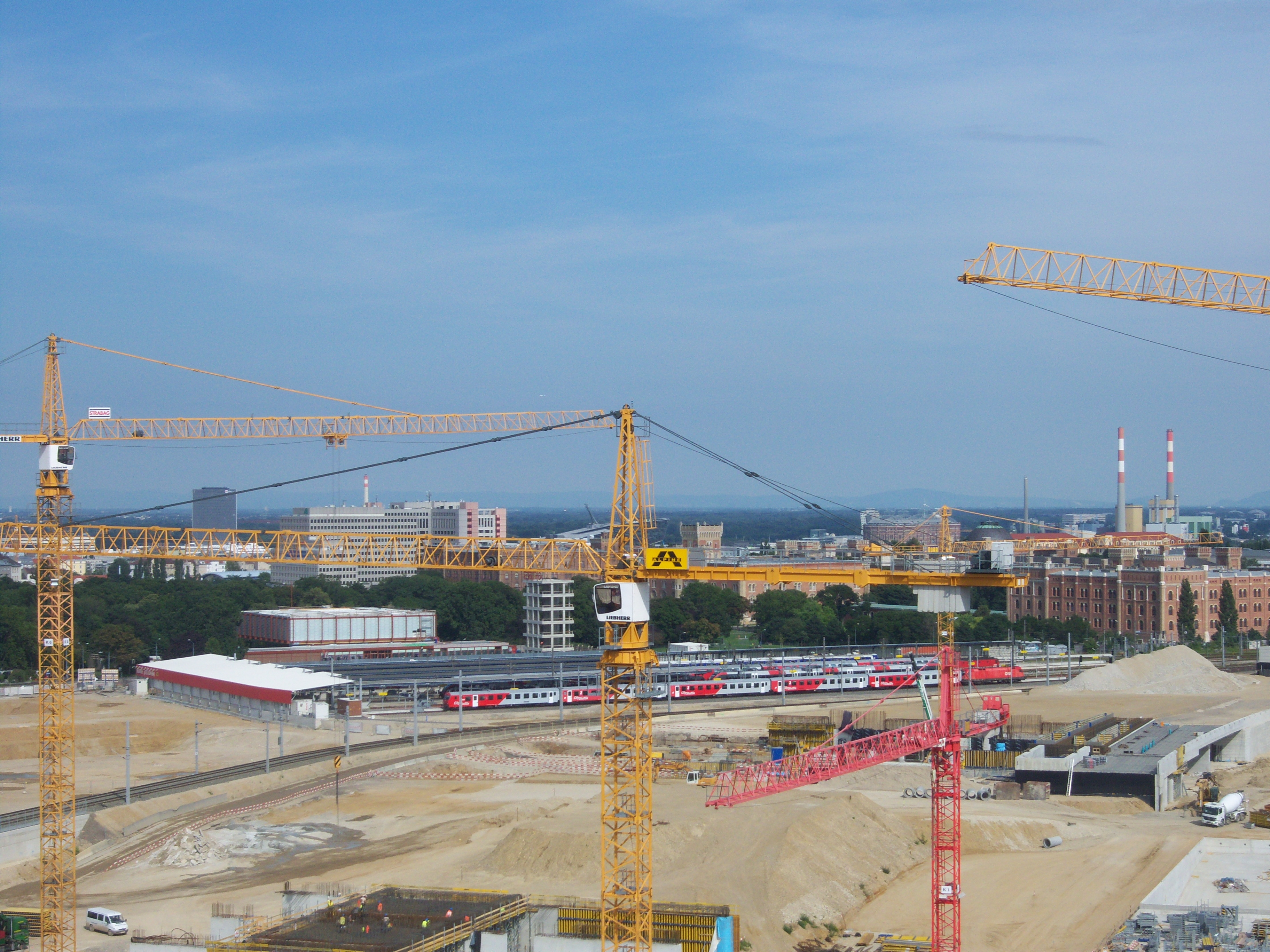
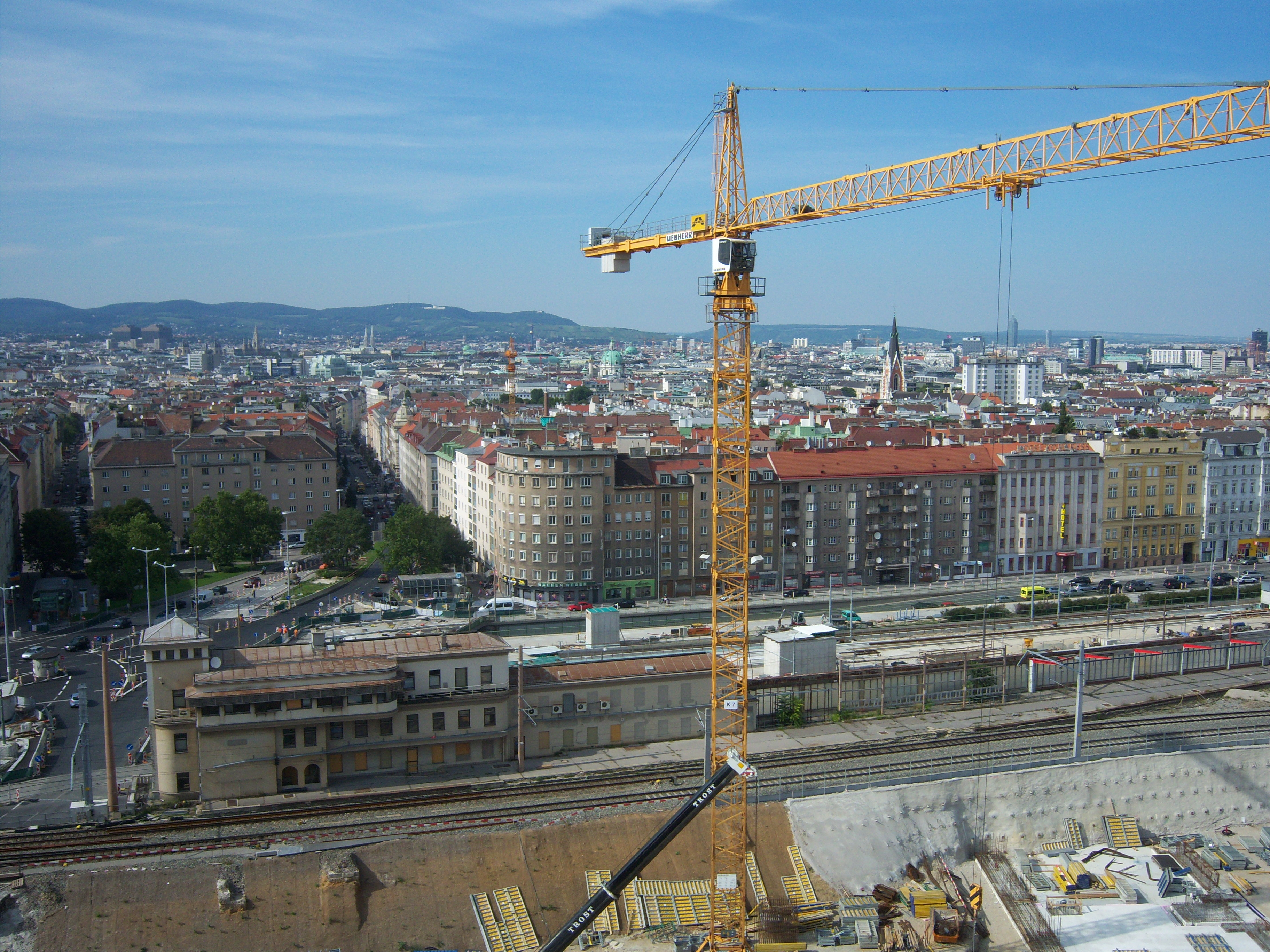
Blick vom Bahnorama auf die Baustelle des Hauptbahnhofs
Anderer Blick vom Bahnorama auf die Baustelle des Hauptbahnhofs
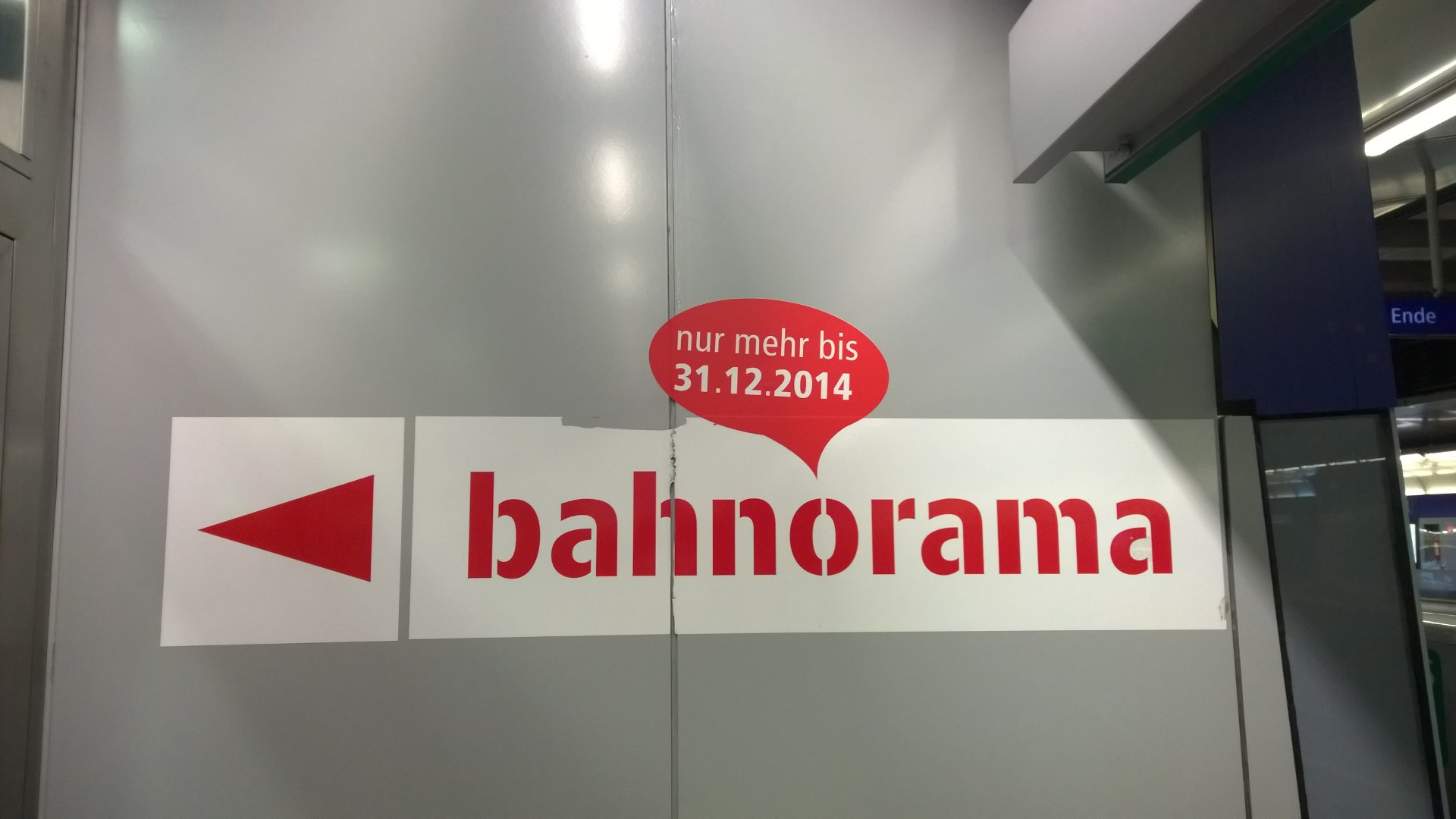

- Fahrt mit dem Aufzug hinunter vom Bahnorama-Turm